# Stanisław Rewera Potocki
Stanisław Potocki, surnommé Rewera (né en 1589 et mort le 27 février 1667), est un aristocrate polonais, 

## Sources
- (en) Cet article est partiellement ou en totalité issu de l’article de Wikipédia en anglais intitulé « Stanisław "Rewera" Potocki » (voir la liste des auteurs).